# Tenuitarsus sudanicus
Tenuitarsus sudanicus is een rechtvleugelig insect uit de familie Pyrgomorphidae. De wetenschappelijke naam van deze soort is voor het eerst geldig gepubliceerd in 1953 door Kevan.